# Belleu
Belleu est une commune française située dans le département de l'Aisne en région historique et culturelle de Picardie et administrative Hauts-de-France. Principalement connue pour son patrimoine historique, elle abrite notamment Henri Breuil, célèbre historien et Annet Morio de L'Isle. Elle est la banlieue immédiate de la ville de Soissons, avec qui elle partage une conurbation urbaine
Située à moins d'une heure de Paris et de Reims, elle est la douzième commune la plus peuplée du département (et la 6e en termes de densité). Deuxième commune de GrandSoissons Agglomération, elle fait partie de l'aire d'attraction de Soissons.

## Géographie

### Description
Cette localité est située près de Soissons, Belleu est sa banlieue. Elle est limitrophe au sud-est de la ville de Soissons, et est traversée par de nombreuses routes, dont la route nationale 2, qui assure le demi contournement de Soissons. La route RN 31 permet également d'aller sur Reims en 45 minutes, et la RN 2 permet de se rendre à l'aéroport Paris Charles-de-Gaulle en 45 minutes, et à Paris en moins d'1 h.
Elle est également traversée par la ligne de La Plaine à Hirson et Anor (frontière), dont la gare la plus proche est la gare de Soissons, qui jouxte le territoire communal. Elle est desservie par des trains TER Hauts-de-France, express et omnibus, qui effectuent des missions entre les gares : de Crépy-en-Valois et de Laon ; de Paris-Nord et de Laon.

### Hydrographie
La commune est située dans le bassin Seine-Normandie. Elle n'est drainée par aucun cours d'eau,.

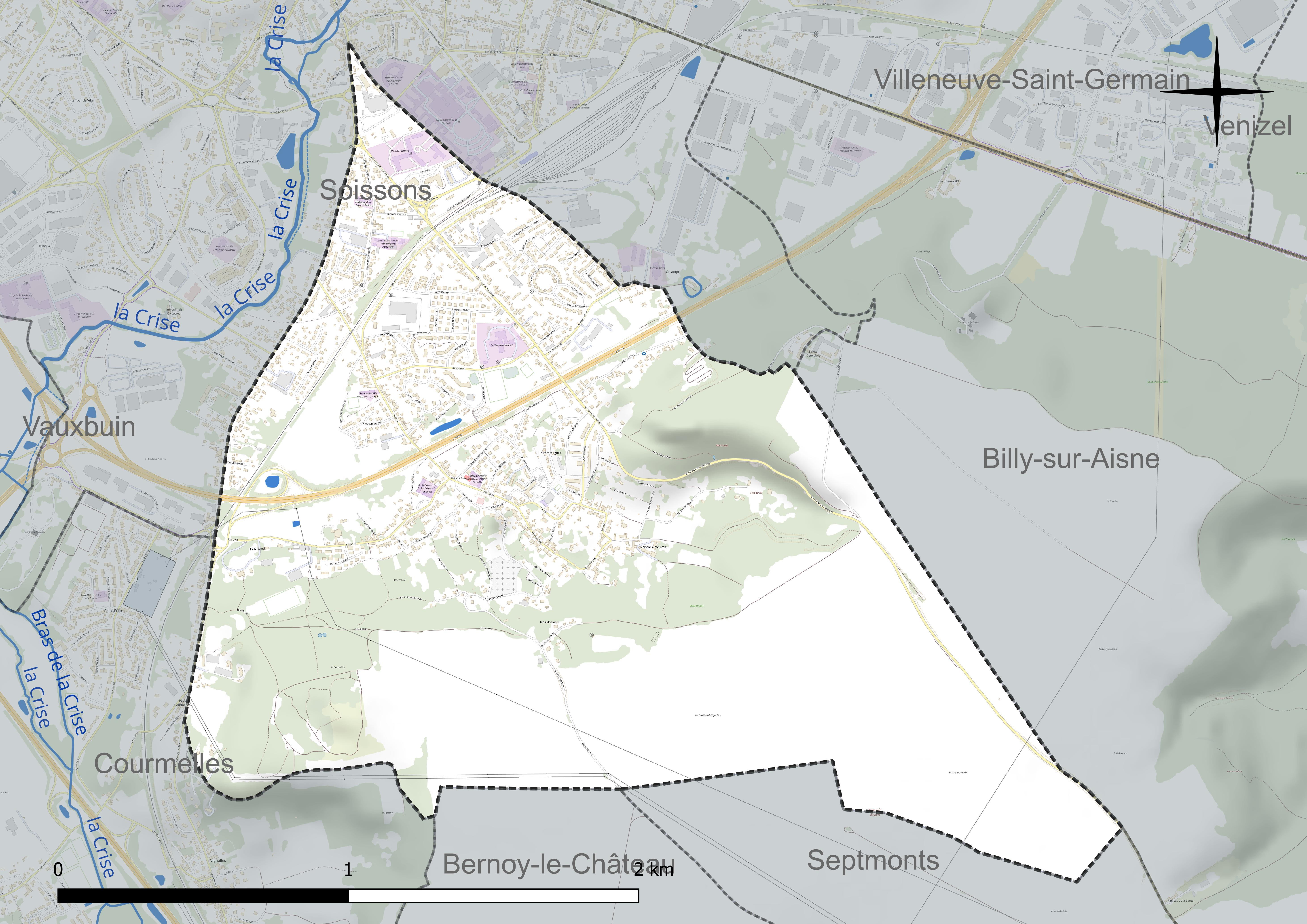
Réseau hydrographique de Belleu.

### Climat
Pour des articles plus généraux, voir Climat des Hauts-de-France et Climat de l'Aisne.
En 2010, le climat de la commune est de type climat océanique dégradé des plaines du Centre et du Nord, selon une étude du CNRS s'appuyant sur une série de données couvrant la période 1971-2000. En 2020, Météo-France publie une typologie des climats de la France métropolitaine dans laquelle la commune est exposée à un climat océanique altéré et est dans la région climatique Nord-est du bassin Parisien, caractérisée par un ensoleillement médiocre, une pluviométrie moyenne régulièrement répartie au cours de l'année et un hiver froid (3 °C).
Pour la période 1971-2000, la température annuelle moyenne est de 10,5 °C, avec  une amplitude thermique annuelle de 15,2 °C. Le cumul annuel moyen de précipitations est de 726 mm, avec 11,3 jours de précipitations en janvier et 8,9 jours en juillet. Pour la période 1991-2020 la température moyenne annuelle observée sur la station météorologique la plus proche, située sur la commune de Braine à 14 km à vol d'oiseau, est de 11,3 °C et le cumul annuel moyen de précipitations est de 662,7 mm,. Pour l'avenir, les paramètres climatiques de la commune estimés pour 2050 selon différents scénarios d'émission de gaz à effet de serre sont consultables sur un site dédié publié par Météo-France en novembre 2022.

### Voies de communication et transports

#### Axes routiers
La commune de Belleu est au centre de plusieurs routes :
- la route nationale 2, surnommée « route des Flandres » ou « route Charlemagne », reliant Soissons à Paris, Villers-Cotterêts, Crépy-en-Valois et Laon. Une bretelle de sortie et une bretelle entrée permettent de rejoindre Belleu, ou d'en sortir pour aller sur Reims (liaison directe avec la RN 31) ou Paris.
- la route départementale 6 relie la ville à Noyon, Septmonts ainsi qu'à Fère-en-Tardenois et Dormans.
- la route nationale 31, la reliant à Reims et Compiègne, et au-delà à Rouen.

#### Rail
La gare de Soissons, à proximité immédiate de Belleu, est desservie par le TER Hauts-de-France (Paris - Laon), se situe sur la ligne de La Plaine à Hirson et Anor (frontière belge).

#### Aéroport
L'aéroport le plus proche est celui de Roissy Charles-de-Gaulle, situé à 80 km par la route nationale 2. Un service de navettes (bus) existe quotidiennement au départ et à destination de Soissons, proximité immédiate de Belleu. Le projet pour réaliser une "virgule" en permettant de relier l'aéroport au Soissonnais, est à l'étude depuis une dizaine d'années.

#### Transports en commun
Article détaillé : Transports en commun de Soissons.
Belleu dispose d'une ligne de bus urbain (ligne 11), le réseau SITUS comprenant 13 arrêts dans la ville de Belleu, en direction de Soissons, la ville-centre.

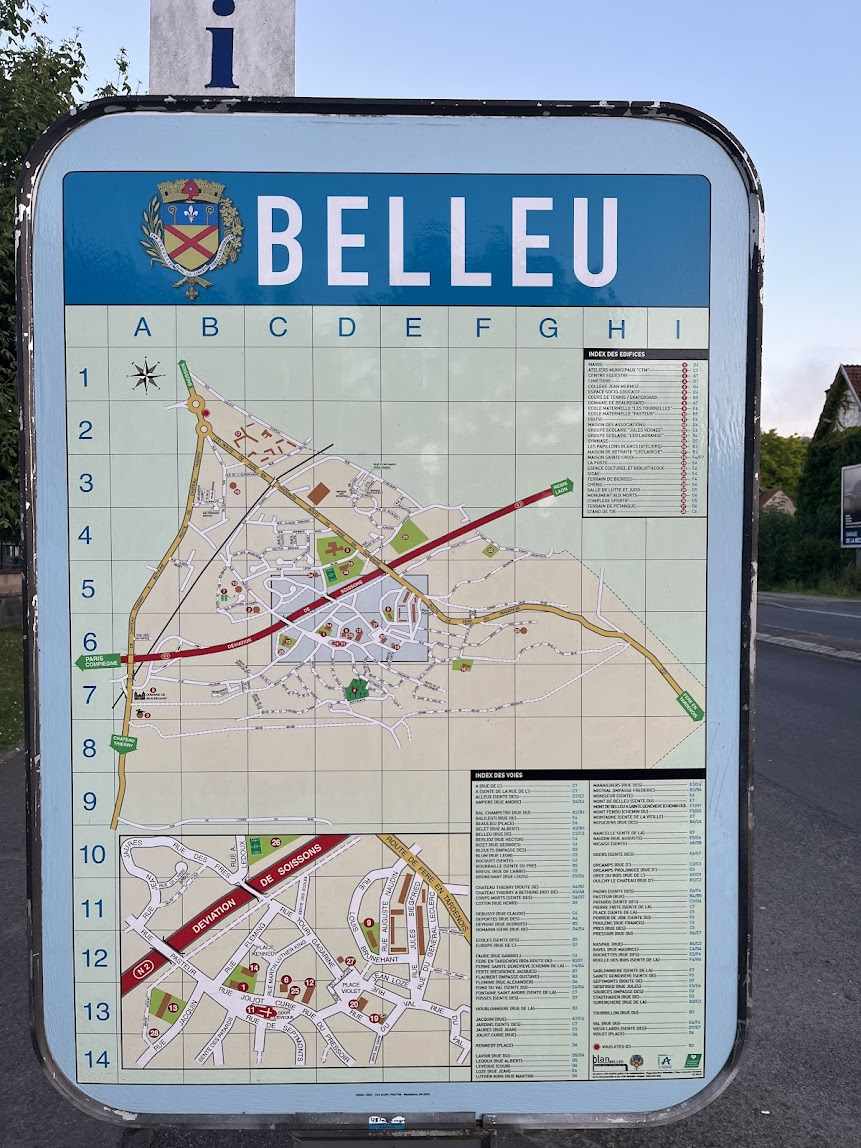
Plan de la commune en 2012, région Picardie

#### Déplacements doux
Belleu bénéficie depuis 2020, du réseau de vélos en libre-service, Cyclovis mis en place par GrandSoissons Agglomération. 2 arrêts, Collège de Belleu et quartier des 2-Lions, permettent de circuler en vélo libre-service dans l'agglomération soissonnaise.
La ville prévoit d'avoir un schéma cyclable avec les collectivités ; les pistes cyclables étant discontinues et peu nombreuses à l'intérieur de la ville.

## Urbanisme

### Typologie
Au 1er janvier 2024, Belleu est catégorisée centre urbain intermédiaire, selon la nouvelle grille communale de densité à 7 niveaux définie par l'Insee en 2022.
Elle appartient à l'unité urbaine de Soissons, une agglomération intra-départementale dont elle est une commune de la banlieue,. Par ailleurs la commune fait partie de l'aire d'attraction de Soissons, dont elle est une commune du pôle principal,. Cette aire, qui regroupe 92 communes, est catégorisée dans les aires de 50 000 à moins de 200 000 habitants,.

### Occupation des sols
L'occupation des sols de la commune, telle qu'elle ressort de la base de données européenne d'occupation biophysique des sols Corine Land Cover (CLC), est marquée par l'importance des territoires artificialisés (41,1 % en 2018), une proportion identique à celle de 1990 (41,1 %). La répartition détaillée en 2018 est la suivante : 
terres arables (36 %), zones urbanisées (32,8 %), forêts (23 %), espaces verts artificialisés, non agricoles (5,6 %), zones industrielles ou commerciales et réseaux de communication (2,6 %).
L'évolution de l'occupation des sols de la commune et de ses infrastructures peut être observée sur les différentes représentations cartographiques du territoire : la carte de Cassini (XVIIIe siècle), la carte d'état-major (1820-1866) et les cartes ou photos aériennes de l'IGN pour la période actuelle (1950 à aujourd'hui).

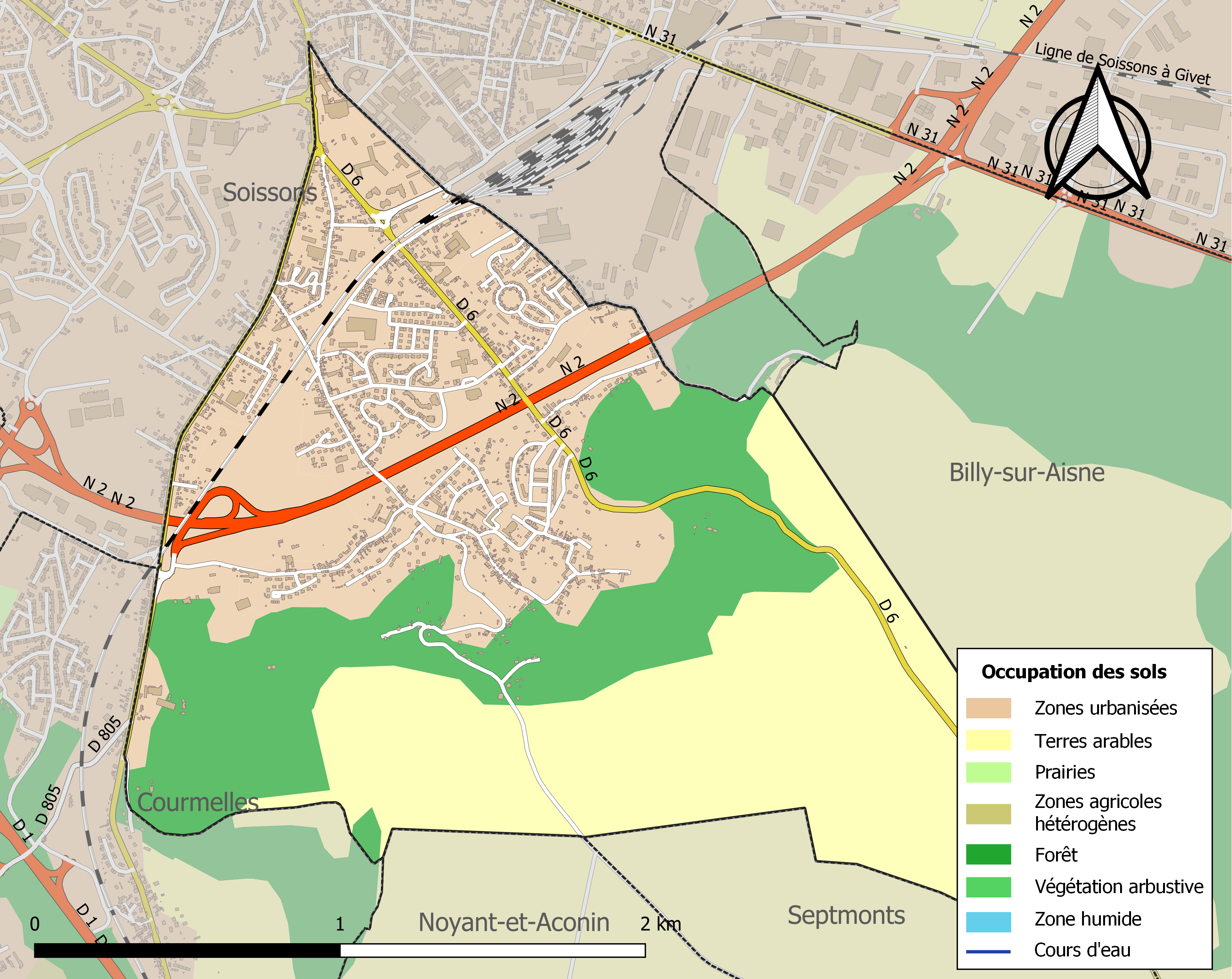
Carte des infrastructures et de l'occupation des sols de la commune en 2018 (CLC).

### Projets
- Projet de réseau de chauffage urbain : en 2025 pour les bâtiments communaux puis dans un objectif pour les locataires de logements sociaux[20].

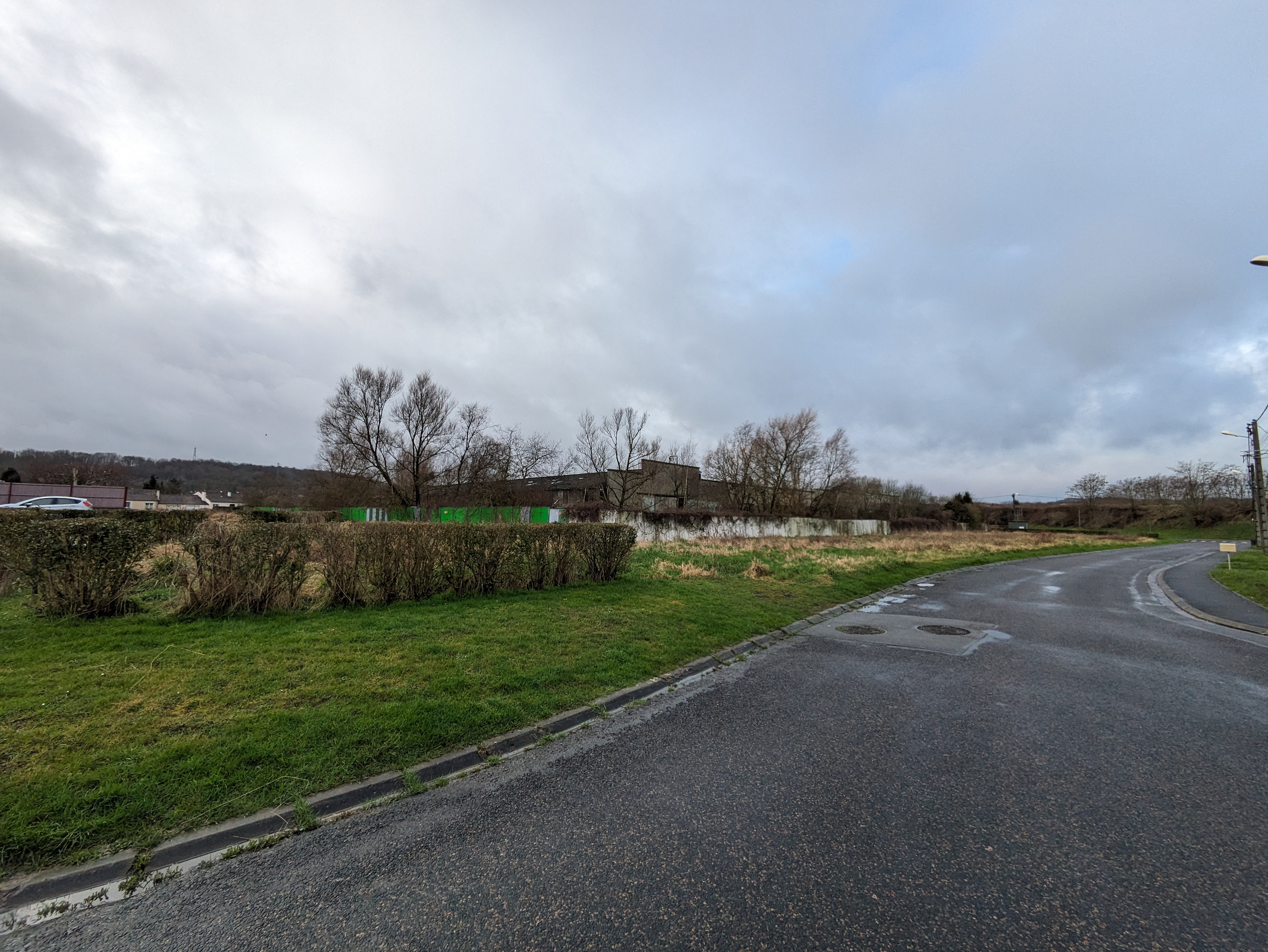
Ancienne Emaillerie de Belleu, aujourd'hui friche industrielle.

- Ancienne Emaillerie de Belleu, aujourd'hui friche industrielle.Projet de requalification de la friche de l'ancienne Emaillerie de Belleu, située rue Claude-Debussy en centre de caserne SDIS[21] ou en logements (car située dans une zone pavillonnaire). Depuis plus de 20 ans[22], la ville cherche à dépolluer pour requalifier ce site de 3 hectares[23].
- Projet de création d'une maison de santé[24],[25].
- Projet de réfection des sanitaires et du préau de l'école Jules-Verne[24].
- Projet de l'aménagement de la Maison de la petite enfance[24].
- Projet d'embellissement du parvis de l'église[24] .
- Projet de requalification de l'avenue de Château-Thierry[24].

## Toponymie
Attesté en 1143 sous la forme latinisée de bellus Locus « le beau lieu ».

## Histoire
Première Guerre mondiale
Le village a subi des destructions pendant la guerre et a  été décoré de la Croix de guerre 1914-1918, le 23 août 1923.

## Politique et administration

### Découpage territorial
La commune de Belleu est membre de l'intercommunalité GrandSoissons Agglomération, un établissement public de coopération intercommunale (EPCI) à fiscalité propre créé le 29 décembre 1999 dont le siège est à Cuffies. Ce dernier est par ailleurs membre d'autres groupements intercommunaux.
Sur le plan administratif, elle est rattachée à l'arrondissement de Soissons, au département de l'Aisne et à la région Hauts-de-France. Sur le plan électoral, elle dépend du  canton de Soissons-2 pour l'élection des conseillers départementaux, depuis le redécoupage cantonal de 2014 entré en vigueur en 2015, et de la quatrième circonscription de l'Aisne  pour les élections législatives, depuis le dernier découpage électoral de 2010.

### Tendances politiques et résultats
Lors du premier tour des élections municipales de 2014 dans l'Aisne, la liste DVG menée par Philippe Montaron obtient la majorité absolue des suffrages exprimés, avec 1 072 voix (64,73 %, 23 conseillers municipaux élus dont 4 communautaires), devançant largement les listes menées respectivement par :
 
- Gérard Magnier  (SE, 401 voix, 24,21 %, 3 conseillers municipaux élus) ;

- Jamal Karmoud-foreau  (SE, 183 voix, 1 conseiller municipal élu).

Lors de ce scrutin, 33,19 des électeurs se sont abstenus.
Seule la liste menée par le maire sortant Philippe Montaron était candidate aux élections municipales de 2020 dans l'Aisne à Belleu. Elle a donc obtenu la totalité des 607 suffrages exprimés, lors d'un scrutin marqué par la crise de la pandémie de Covid-19 en France où 42,44 % des électeurs se sont abstenus.

#### Liste des maires
| Période                                  | Période                       | Identité          | Étiquette | Qualité                                                                                                 |
| ---------------------------------------- | ----------------------------- | ----------------- | --------- | --- |
| Les données manquantes sont à compléter. |                               |                   |           | |
| avant 1874                               | 1875                          | M. O de l'Isle    |           | |
| Les données manquantes sont à compléter. |                               |                   |           | |
| avant 1988                               |                               | Robert Cappe      | PS        | Syndicaliste, secrétaire de la Fédération FO des cheminots (1973 → 1978)                                |
| Les données manquantes sont à compléter. |                               |                   |           | |
| mars 2001                                | mars 2014                     | Bernard Grégoire, | PS        | |
| mars 2014                                | En cours (au 18 janvier 2021) | Philippe Montaron | DVG       | Professeur Vice-président de la CA GrandSoissons Agglomération (2014 → ) Réélu pour le mandat 2020-2026 |

### Fiscalité locale
Confrontée à une forte croissance de ses dépenses de fonctionnement, notamment de personnel (+11 % en 2018, puis +6 % en 2019), la commune n'a pu équilibrer son budget en 2020, obligeant la commune a opérer une forte augmentation des taxes foncière, conformité avec les prescriptions de la Chambre régionale des comptes,.

## Population et société

### Démographie

#### Évolution démographique
L'évolution du nombre d'habitants est connue à travers les recensements de la population effectués dans la commune depuis 1793. Pour les communes de moins de 10 000 habitants, une enquête de recensement portant sur toute la population est réalisée tous les cinq ans, les populations de référence des années intermédiaires étant quant à elles estimées par interpolation ou extrapolation. Pour la commune, le premier recensement exhaustif entrant dans le cadre du nouveau dispositif a été réalisé en 2006.

En 2022, la commune comptait 3 624 habitants, en évolution de −3,1 % par rapport à 2016 (Aisne : −1,97 %, France hors Mayotte : +2,11 %).
| 1793 | 1800 | 1806 | 1821 | 1831 | 1836 | 1841 | 1846 | 1851 |
| ---- | ---- | ---- | ---- | ---- | ---- | ---- | ---- | ---- |
| 350  | 348  | 351  | 342  | 384  | 382  | 380  | 380  | 426  |

| 1856 | 1861 | 1866 | 1872 | 1876 | 1881 | 1886 | 1891 | 1896 |
| ---- | ---- | ---- | ---- | ---- | ---- | ---- | ---- | ---- |
| 411  | 493  | 522  | 565  | 602  | 649  | 770  | 831  | 852  |

| 1901 | 1906  | 1911  | 1921  | 1926  | 1931  | 1936  | 1946  | 1954  |
| ---- | ----- | ----- | ----- | ----- | ----- | ----- | ----- | ----- |
| 938  | 1 042 | 1 059 | 1 273 | 1 446 | 1 608 | 1 619 | 1 497 | 1 619 |

| 1962  | 1968  | 1975  | 1982  | 1990  | 1999  | 2006  | 2011  | 2016  |
| ----- | ----- | ----- | ----- | ----- | ----- | ----- | ----- | ----- |
| 2 723 | 3 558 | 3 606 | 4 263 | 4 083 | 4 031 | 3 969 | 3 867 | 3 740 |

| 2021  | 2022  | - | - | - | - | - | - | - |
| ----- | ----- | - | - | - | - | - | - | - |
| 3 693 | 3 624 | - | - | - | - | - | - | - |

#### Pyramide des âges
En 2021, le taux de personnes d'un âge inférieur à 30 ans s'élève à 27,9 %, soit en dessous de la moyenne départementale (34,5 %). À l'inverse, le taux de personnes d'âge supérieur à 60 ans est de 37,7 % la même année, alors qu'il est de 27,8 % au niveau départemental.
En 2021, la commune comptait 1 713 hommes pour 1 980 femmes, soit un taux de 53,61 % de femmes, légèrement supérieur au taux départemental (51,17 %).
Les pyramides des âges de la commune et du département s'établissent comme suit :
| Hommes | Classe d’âge | Femmes |
| ------ | ------------ | ------ |
| 1,3    | 90 ou +      | 4,2    |
| 12,2   | 75-89 ans    | 15,6   |
| 21,1   | 60-74 ans    | 20,6   |
| 19,7   | 45-59 ans    | 19,1   |
| 14,8   | 30-44 ans    | 15,1   |
| 14,0   | 15-29 ans    | 12,3   |
| 17,0   | 0-14 ans     | 13,2   |

| Hommes | Classe d’âge | Femmes |
| ------ | ------------ | ------ |
| 0,7    | 90 ou +      | 1,9    |
| 6,7    | 75-89 ans    | 9,5    |
| 18,1   | 60-74 ans    | 18,8   |
| 20,2   | 45-59 ans    | 19,6   |
| 18,1   | 30-44 ans    | 17,5   |
| 17,1   | 15-29 ans    | 15,2   |
| 19,2   | 0-14 ans     | 17,6   |

### Équipements collectifs et établissements scolaires
- Bibliothèque Pénélope-Bagieu[47]
- Maison des Associations
- Collège Jean-Mermoz
- École élémentaire Jules-Verne
- École élémentaire Léo-Lagrange
- École maternelle Pasteur
- École maternelle Les Tournelles
- Complexe sportif Pierre-Richon
- Dojo

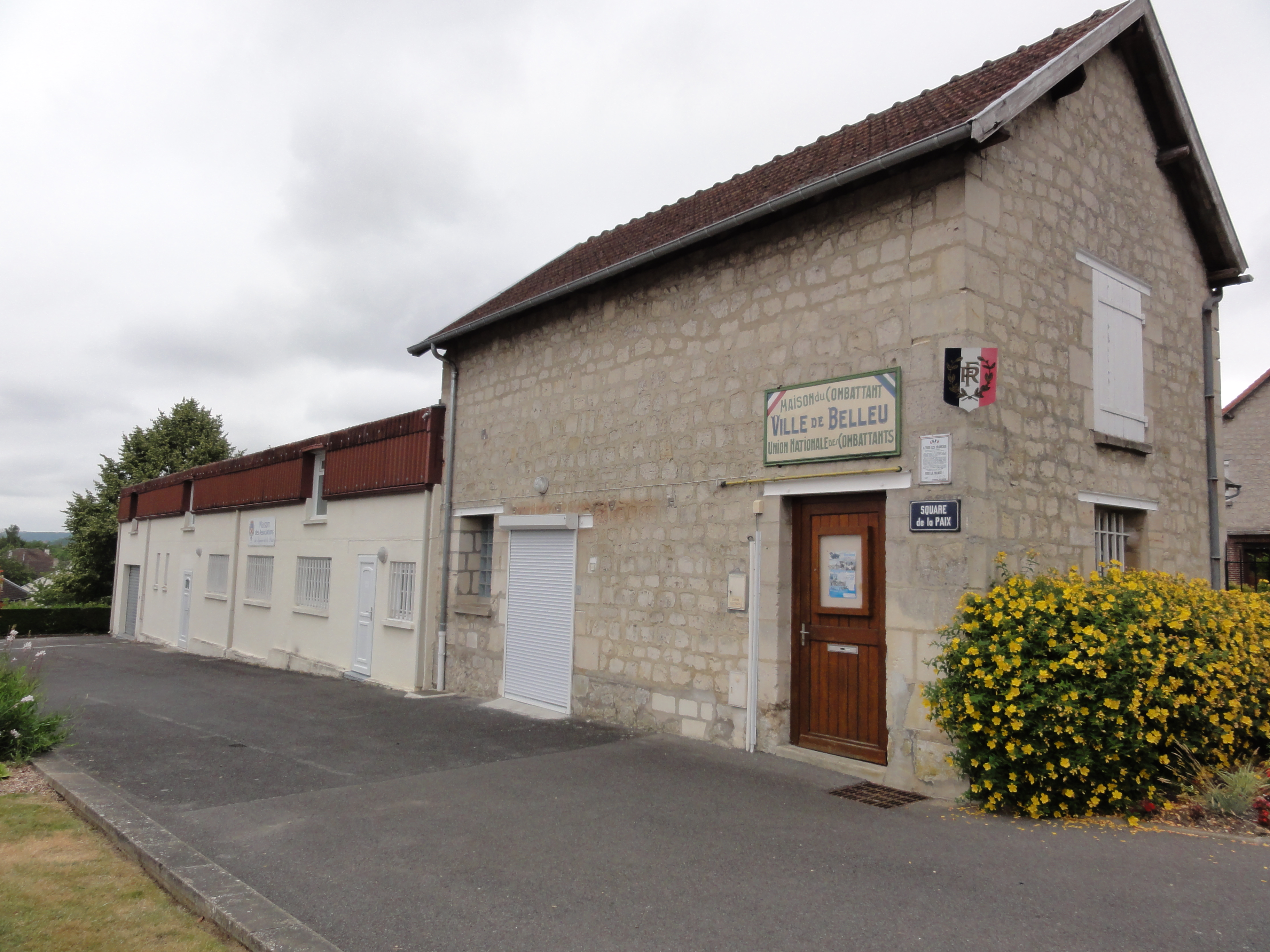
Maison des Associations.
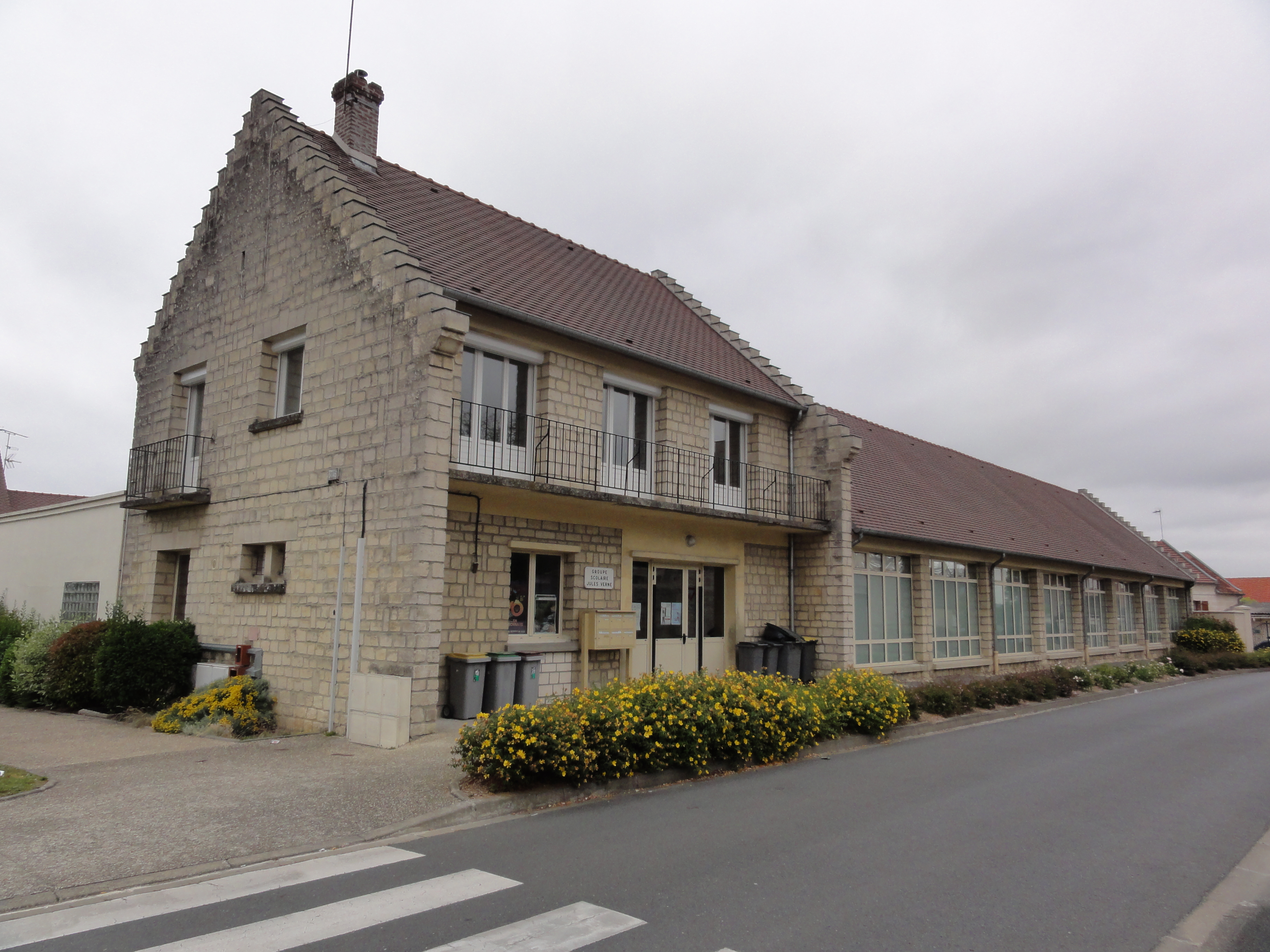
École Jules-Verne.
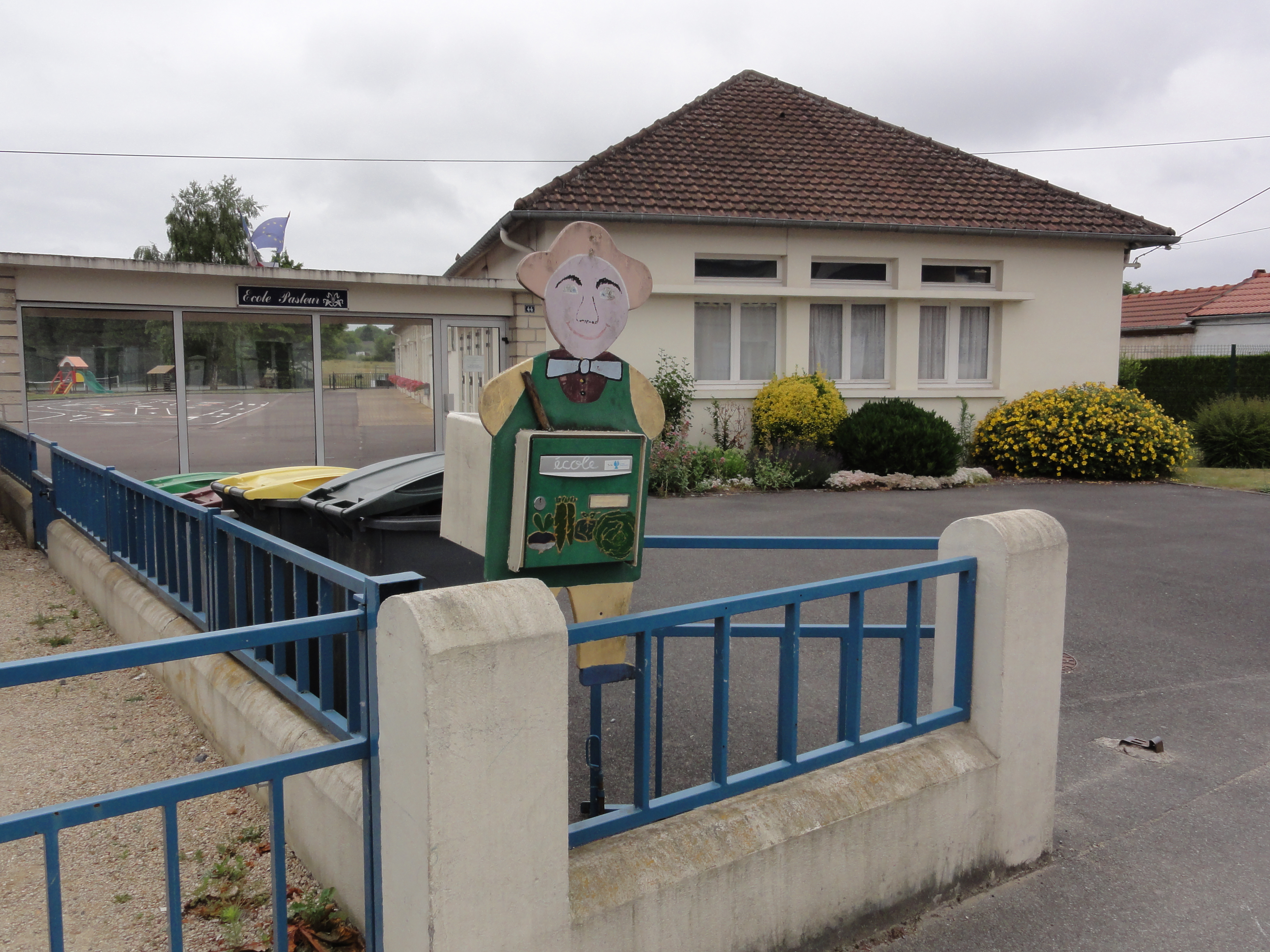
École Pasteur.
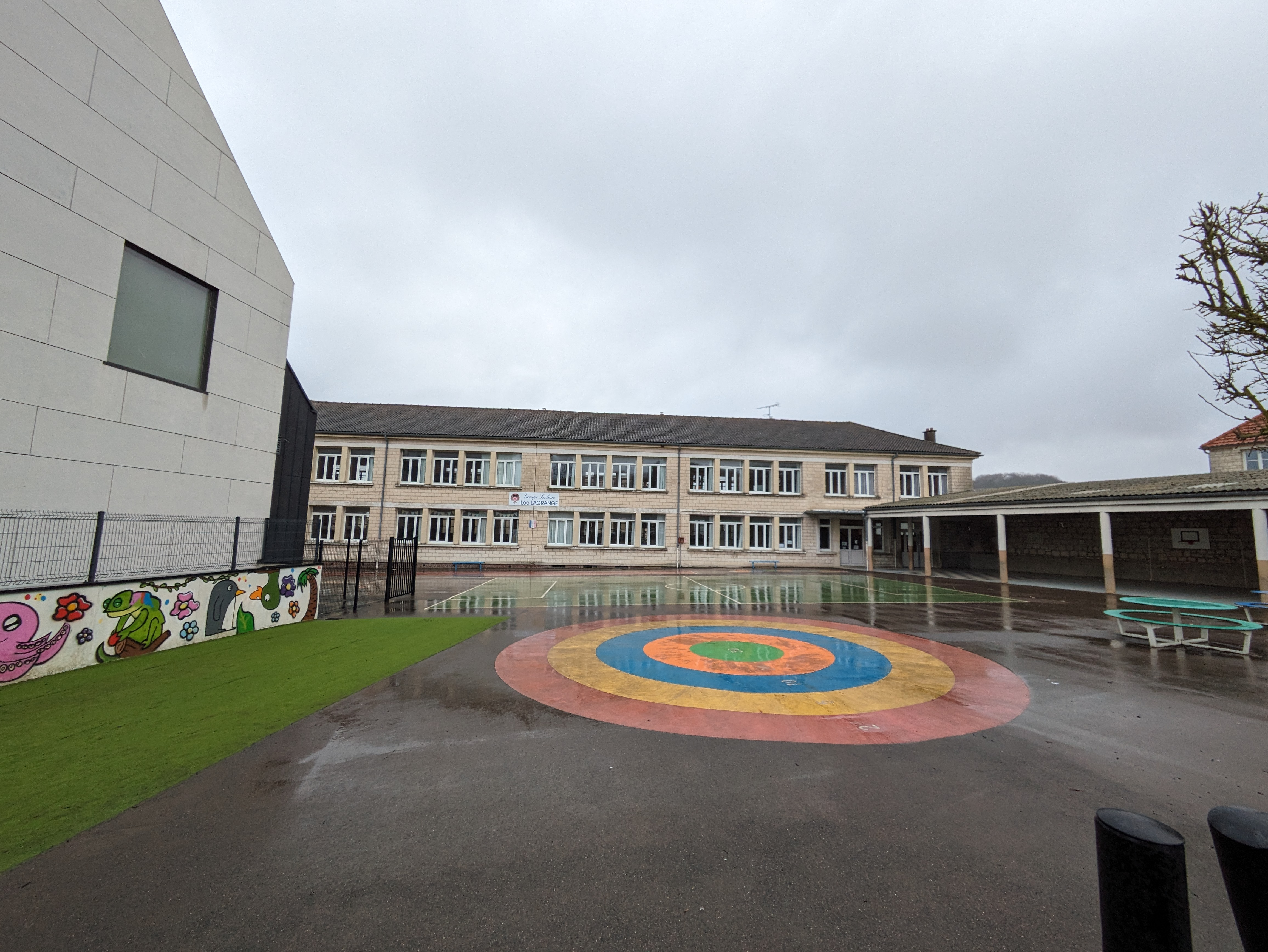
École primaire Léo-Lagrange
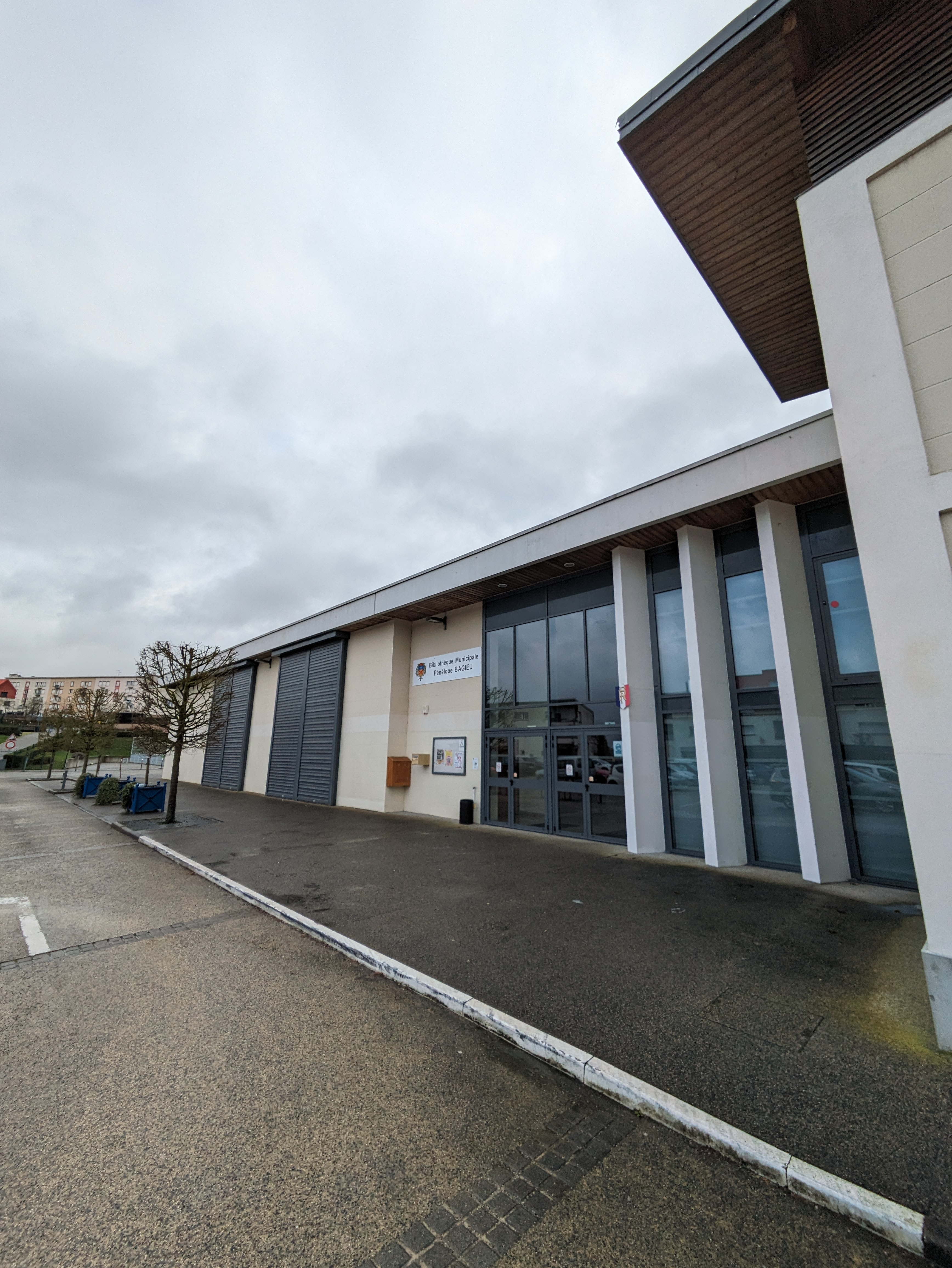
Bibliothèque municipale Pénélope-Bagieu (à droite), salle communale (à gauche rideaux fermés)
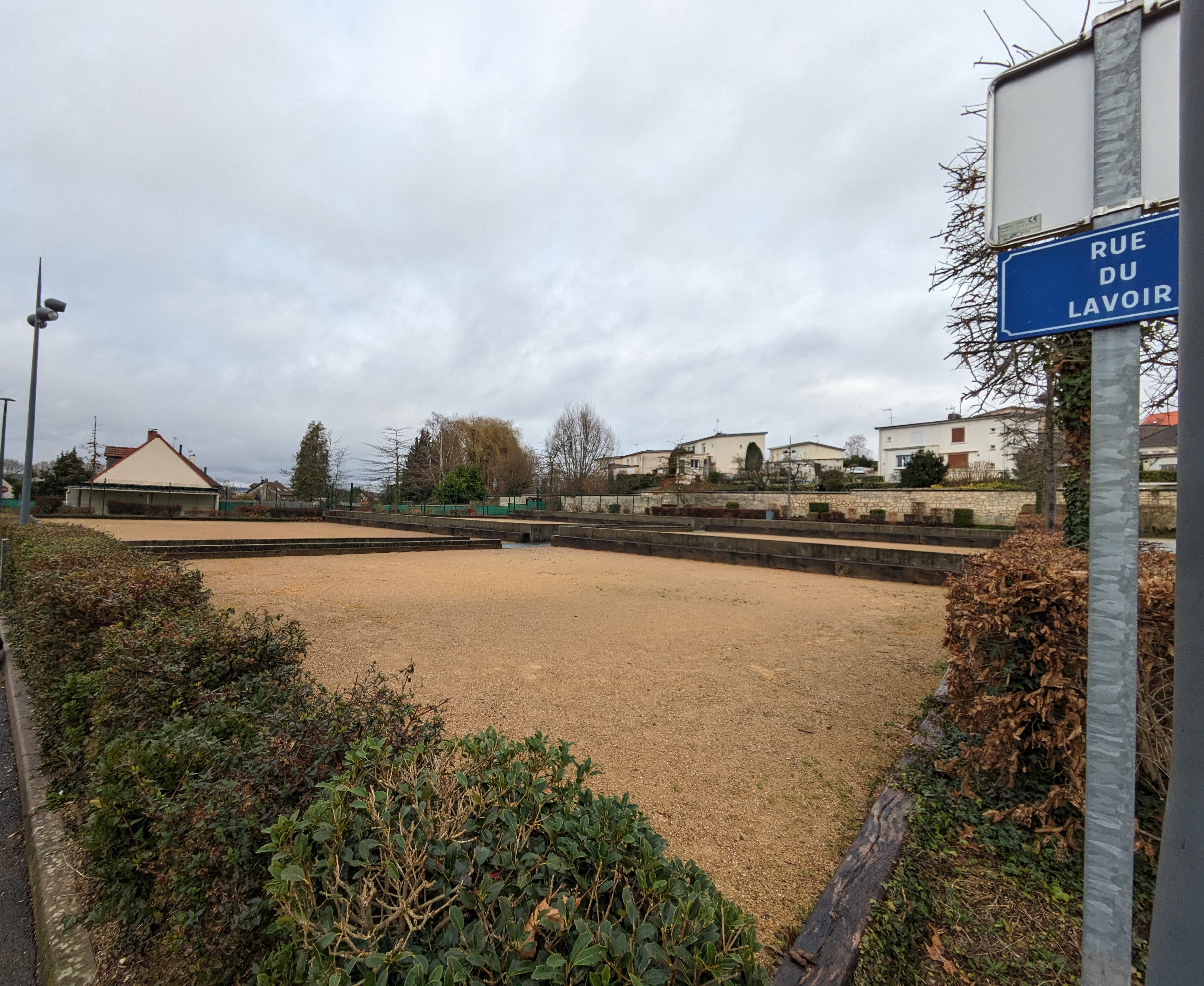
Boulodrome.
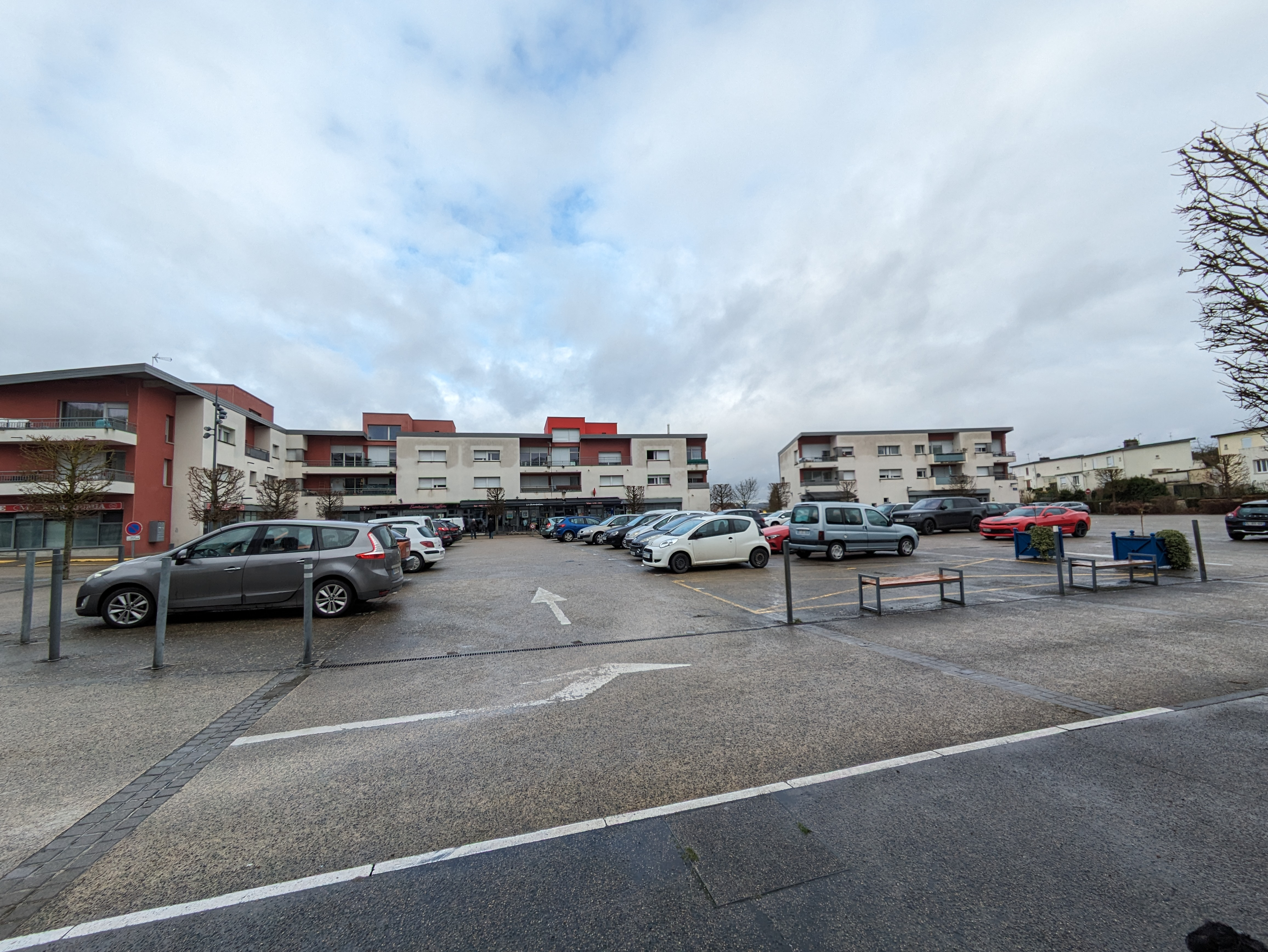
Place Violet, là où se trouve le bar-tabac, coiffeuse, boucherie, animations sur la place.

### Sécurité
En 2021, la commune a équipé sa police municipale de pistolets semi-automatiques.
De nombreux dos d'ânes ont été installés dans la commune, et depuis quelques années, toute la commune est en zone 30, mis à part 2 axes (route de Fère-en-Tardenois et route de Château-Thierry).

## Culture locale et patrimoine

### Lieux et monuments
- Église Saint-André des XIIe, XVIe et XIXe siècles, classée aux monuments historiques depuis 1920[49] et qui renferme :
  - tableau : tête de Christ du XVIe siècle[50] ;
  - autel, retable du XVIIIe siècle[51].

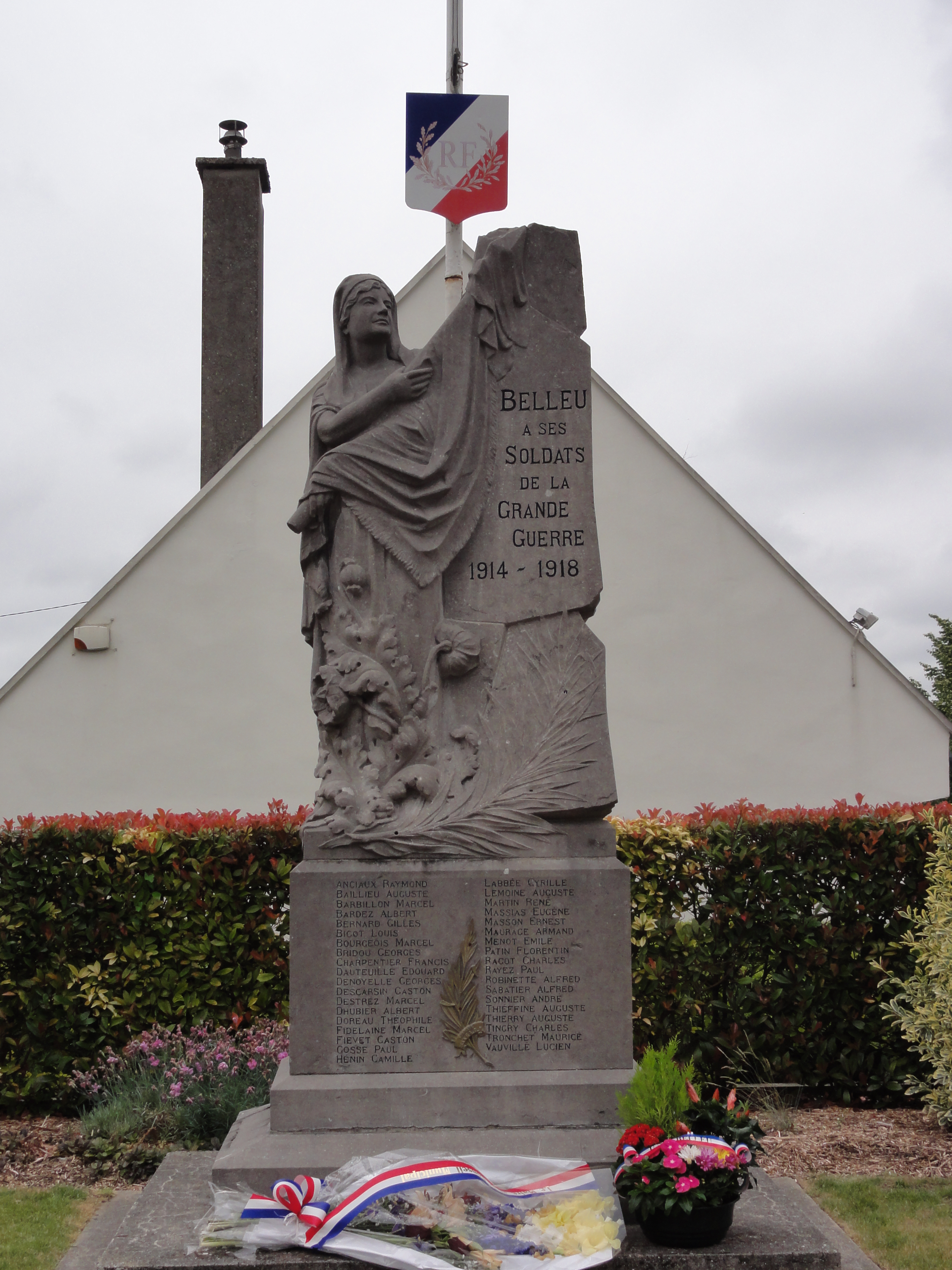
Monument aux morts.
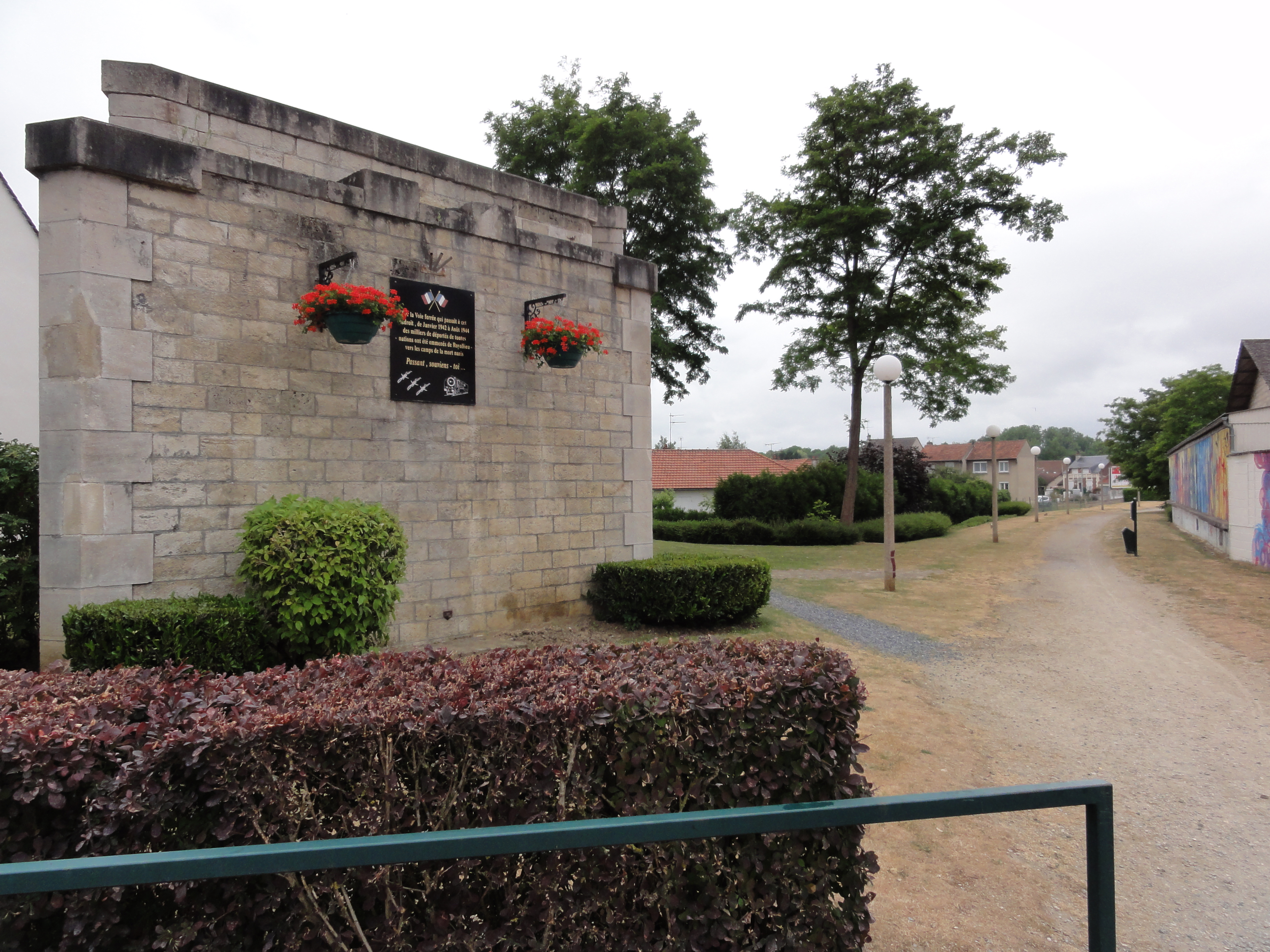
Mémorial des déportés. Un mémorial au long de l'ancienne voie ferrée commémore que pendant la guerre 1939-1945, Berreu a vu passer les trains transportant de nombreux déportés.
- Manoir du Fief des Tournelles, du XVe siècle, dont la façade ouest est classée depuis 1928[52].
- Maisons de source et aqueduc[53].
- Château de Beauregard

- Monument aux morts.
- L'ancienne voie ferrée avec le mémorial des déportés.

### Personnalités liées à la commune
- Annet Morio de L'Isle (1779-1828), général des armées de la République et de l'Empire est enterré près de l'église de la commune.
- L'abbé Henri Breuil (1877-1961), célèbre préhistorien, surnommé le pape de la Préhistoire, qui fut notamment le premier spécialiste à visiter la grotte de Lascaux à sa découverte en septembre 1940, est enterré à Belleu, dans le caveau familial. Annet Morio de L'Isle est son arrière-grand-père[54].

### Héraldique
| Blason de Belleu | Blason  | D'or au sautoir de gueules ; au chef d'azur chargé d'une fleur de lis d'argent accostée de deux crosserons d'or adossés et mouvant du trait du chef. Ornements extérieursCroix de guerre 1914-1918 Devise / CriPar l'égalité, dans la liberté, vers la fraternité |
| Blason de Belleu | Détails | Le statut officiel du blason reste à déterminer. |

## Pour approfondir